# Metilfenobarbital
Metilfenobarbital (DCI; também conhecido como mefobarbital e mefobarbitona; e comercializado sob as marcas Mebaral, Prominal, entre outras) é um fármaco derivado dos barbitúricos usado principalmente como anticonvulsivante, Com menor frequência, também é  prescrito como sedativo e ansiolítico. É o análogo N-metilado do fenobarbital e possui usos clinicos, valor terapêutico e tolerabilidade semelhantes.

## Histórico de aprovação
- 1935 - sob o nome de marca Mebaral, o metilfenobarbital é introduzido no mercado pela Winthrop Pharmaceuticals.
- 2001 - o metilfenobarbital é descontinuado no Reino Unido.
- 2003 - a marca do Mebaral é adquirida pela Ovation Pharmaceuticals.
- 2009 - a Ovation foi comprada pela Lundbeck, que passa a comercializar o Mebaral.
- 2012 - em 6 de janeiro, a Lundbeck descontinuou o Mebaral nos EUA. A empresa declarou, em uma carta pública, que a FDA estaria indisposta a permitir que o medicamento continuasse a ser comercializado.[2]

## Overdose
Os sintomas de overdose de metilfenobarbital incluem confusão mental, diminuição ou perda de reflexos, sonolência, febre, irritabilidade, hipotermia, julgamento comprometido, falta de ar ou respiração lenta, bradicardia, fala arrastada, comprometimento da coordenação motora, insônia, movimentos involutários nos olhos e fraqueza muscular.